# Carioca EC

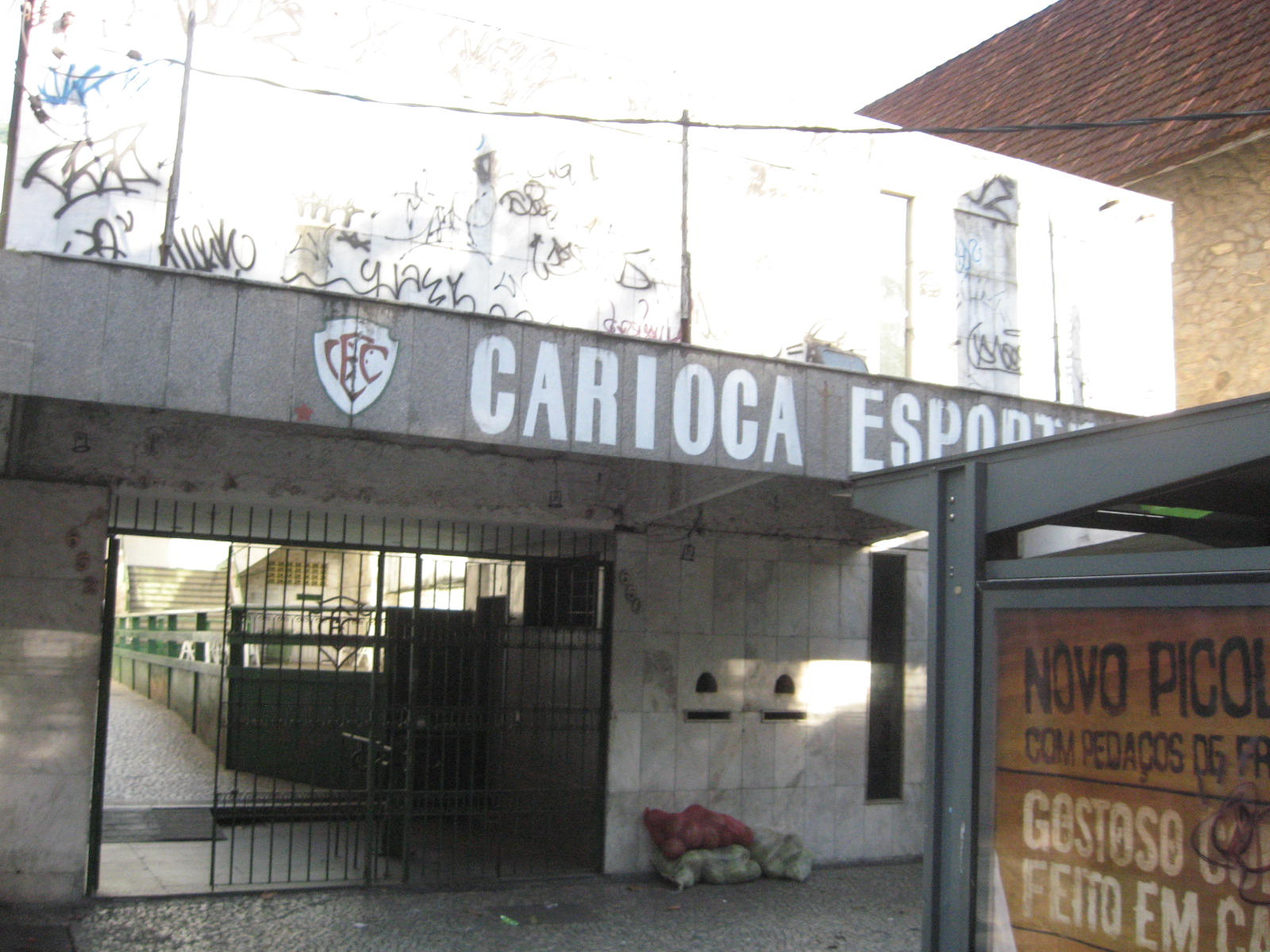

Carioca EC is een Braziliaanse sportclub uit Rio de Janeiro. De club is naast voetbal en zaalvoetbal ook nog in andere sporten actief.

## Geschiedenis
De club werd opgericht op 23 november 1933 na een fusie tussen Carioca FC en Gávea Sport Club. Carioca FC werd in 1907 opgericht als Club Sportivo Victorioso. Carioca FC speelde in 1917 voor het eerst in de hoogste klasse van het staatskampioenschap. Na drie seizoenen degradeerde de club, de beste prestatie was de zesde plaats in 1918. In 1931 en 1932 keerde de club terug en in 1935 als fusieclub nog een keer. Intussen speelt de club enkel nog amateurvoetbal.